# Francia ai XVII Giochi olimpici invernali
La Francia partecipò ai XVII Giochi olimpici invernali, svoltisi a Lillehammer, Norvegia, dal 12 al 27 febbraio 1994, con una delegazione di 98 atleti impegnati in dieci discipline.